# Giora Fischer
Giora Fischer (hebrejsky: גיורא פישר) je izraelský politik a bývalý starosta Haify.
Post starosty zastával krátce v roce 2003 coby úřadující starosta poté, co ze své funkce odešel dosavadní předseda samosprávy Amram Micna (odešel do celostátní politiky a kandidoval do Knesetu) a nový starosta, Jona Jahav, ještě nenastoupil.  Předtím po dlouhou dobu zastával post místostarosty, přičemž zastupoval městskou část Kirjat Chajim, nadanou vysokou mírou autonomie.
V červnu 2004 byl zatčen policií pro podezření z volebního podvodu. Šlo o kauzu týkající se předchozích voleb v Kirjat Chajim, kdy měl mimo jiné falšovat dokumenty. Fischer zatčení označil za součást volebního boje.